# Kamienica Loitzów w Szczecinie
Kamienica Loitzów (niem. Loitzenhaus) – jeden z najbardziej znanych i najcenniejszych zabytków Szczecina z epoki późnego gotyku, jeden z niewielu przykładów dawnego budownictwa mieszczańskiego w mieście.

## Historia
Kamienicę budowano stopniowo w latach 1539–1547 na zlecenie bankiera i wieloletniego burmistrza miasta Hansa II Loitza i jego żony Anny, prawdopodobnie na murach kamienicy z XV w. Rodzina Loitzów prowadziła największy bank w Szczecinie i utrzymywała kontakty handlowe w całej Europie. Członkowie rodziny zajmowali także wysokie stanowiska we władzach miejskich. W roku 1571 zmarł Joachim II brandenburski, który pożyczył znaczne kwoty od rodziny Loitzów. Ponieważ nie zostały one spłacone, rodzina Loitzów zbankrutowała i uciekła do leżącego w Polsce Nowego Dworu Gdańskiego na Żuławach, gdzie mieli swoje majątki. Upadek imperium rodziny Loitzów miał wpływ na szczecińską gospodarkę na wiele dziesięcioleci. W związku z tym w 1572 kamienicę przejęli Książęta pomorscy. Po upadku księstwa pomorskiego kamienica w połowie XVII w. stała się siedzibą szwedzkiego radcy Rosenhandta.
W XVIII wieku dom przejęli bracia Dubendorfowie. Założyli w niej cukiernię zwaną odtąd Dworem Szwajcarskim. Podczas II wojny światowej w roku 1944 w wyniku nalotu wnętrze kamienicy zostało doszczętnie wypalone.
Odbudowano ją w 1955 r., od tego czasu mieści się tu Liceum Plastyczne.

## Architektura
Cechy charakterystyczne budynku:
- pomarańczowa elewacja z wyraźnym podziałem, bogata dekoracja ozdobiona falistymi i kolistymi maswerkami nawiązująca do zdobień pobliskiego Zamku Książąt Pomorskich
- charakterystyczne, skośne okna kotarowe na klatce schodowej – wieży
- wbudowana w elewację wschodnią płaskorzeźba „Nawrócenie św. Pawła”. Płaskorzeźba pochodzi z połowy XVI w. i wykonana została w warsztacie Hansa Schencka – nadwornego rzeźbiarza elektora brandenburskiego Joachima II. Na ścianie budynku znajduje się kopia rzeźby – oryginał przechowywany jest w szczecińskim muzeum.

## Galeria

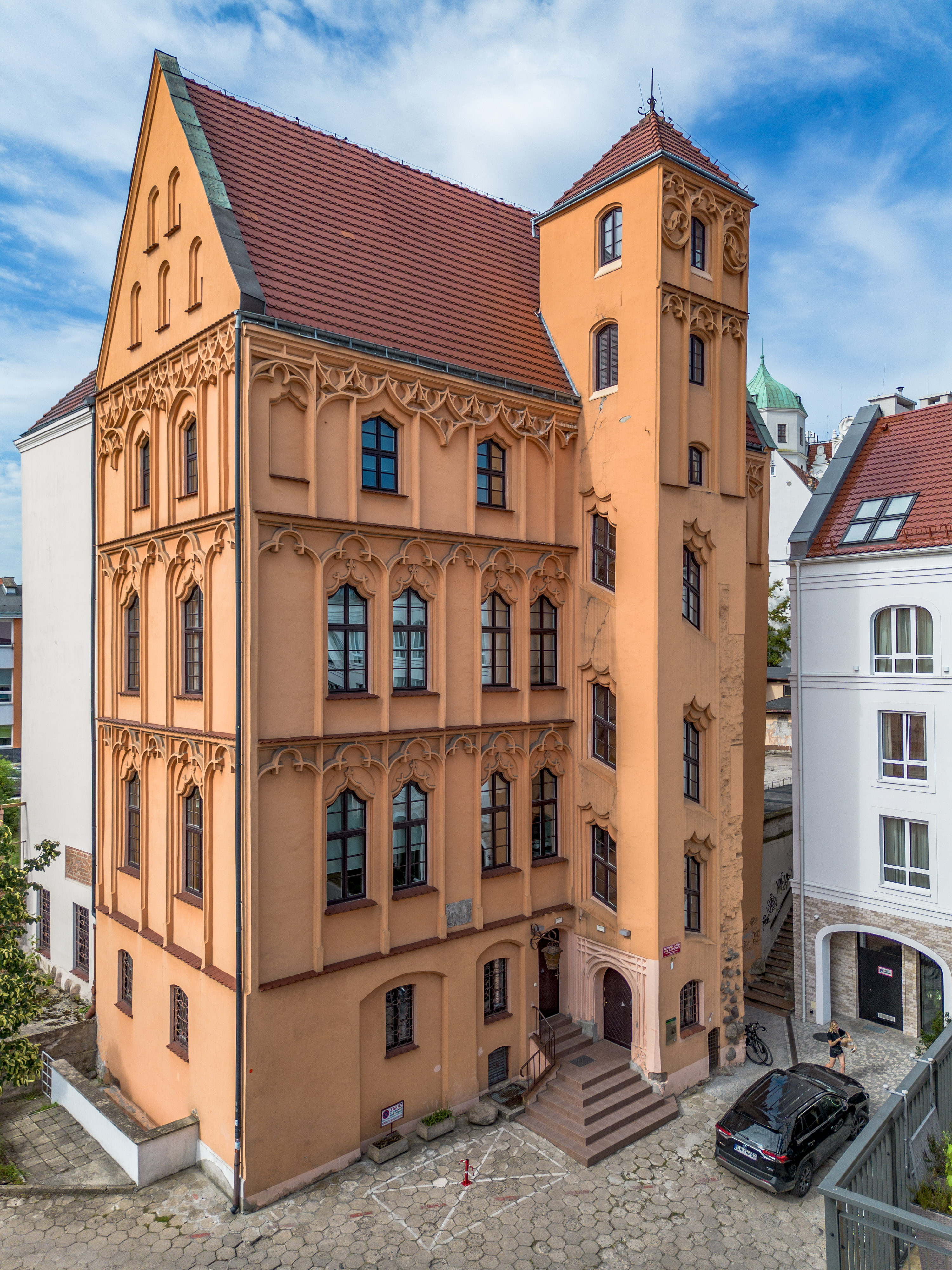
Kamienica Loitzów (2025)
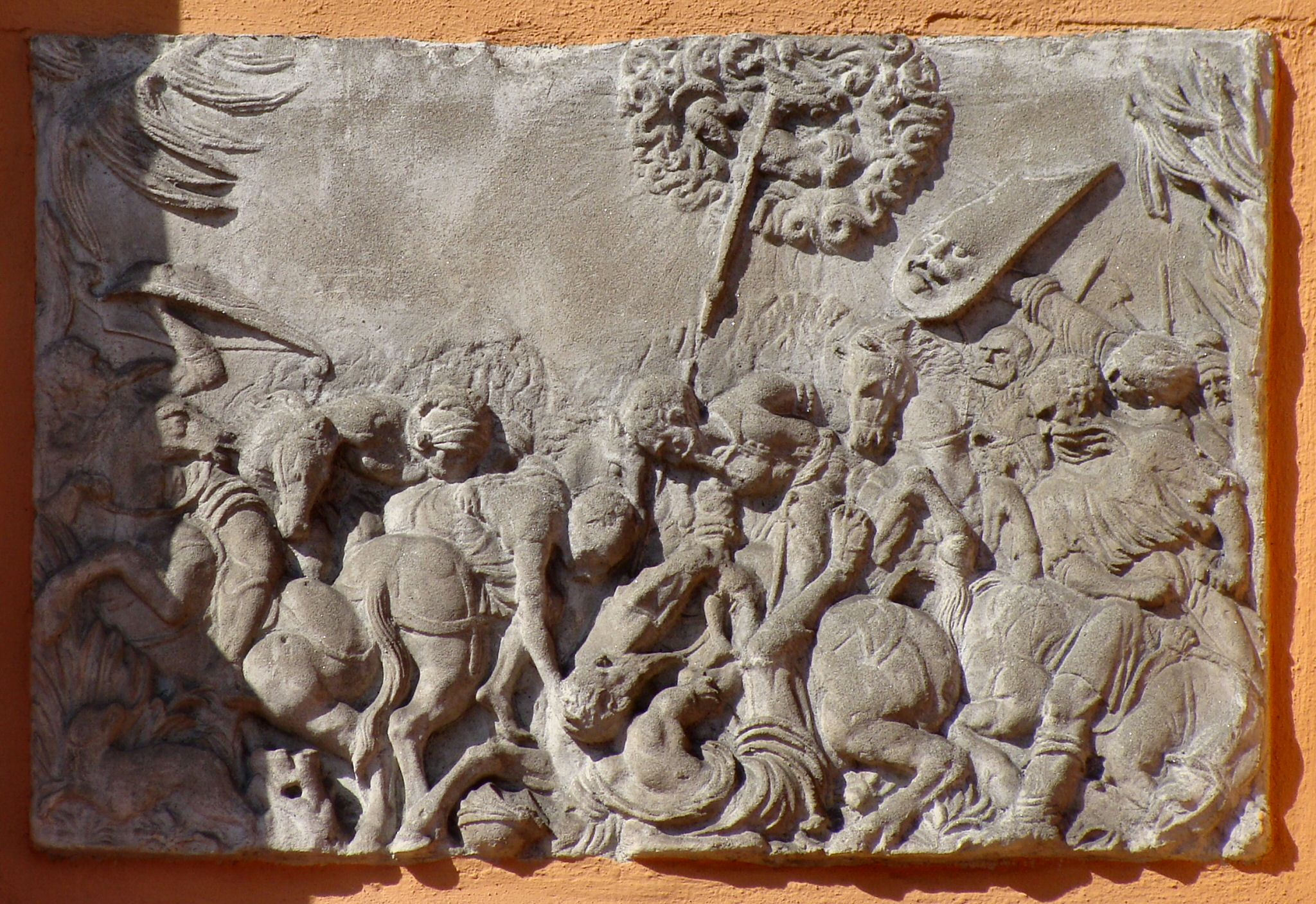
Kopia płyty „Nawrócenie św. Pawła”